# Кістяний трон Івана IV Васильовича
Кістяний, або Мономахів трон — виріб пізньоренесансного мистецтва, що належав царю Івану IV Васильовичу. Зберігається у зібранні Збройової палати Московського кремля. Він є найдавнішим серед усіх тронних місць московських самодержців.

## Історія
Тронне місто невідомо на Москві за часів монголо-татарського панування та феодальної роздрібності[джерело?]. Поява даного атрибуту монаршої влади відноситься лише до часів централізації колишніх самостійних земель у межах Великого князівства Московського та становлення одноосібної влади.
За пізнішою легендою, крісло кістяне було привезене до Москви із приданим візантійської принцеси Зої Палеолог ще за часів Івана III. Проте насправді трон цей з'явився при цареві Івані IV, у другій чверті XVI ст.
У допетровські часи трон зберігався на так званому Казенному дворі (потім — у Збройовому приказі) і вилучався звідти на урочисті царські молебні у соборах Московського кремля.
На момент організації постійного зібрання Збройової палати в 1703 трон вже знаходився у її складі. За пізнішою легендою (XVIII ст.) належав ще князю Володимиру Мономаху, а тому його поширена назва — «Мономахів трон».

## Опис
Трон має дерев'яну основу, обкладену пластинами із слонової кістки. Первісні пластини виготовлені у Західній Європі, можливо в Англії, вони мають різьблені сюжетні композиції на міфологічні теми (про Орфея). Трон неодноразово реставрувався у XVII ст., тому значна кількість первісних пластин втрачена і замінена новими, причому первісні сюжетні композиції були порушені.
|  | «Кресла костеные резные, на них вырезано орлы двоеглавые с корунами и люди, и звери, и птицы, и травы; подушка бархатная и назади обита бархатом червчатым; около подушки и назади обито бахрамою золотною; на подношках две скобы железные золочены; под местом шесть яблочков железные ж посеребрены. А по нынешней переписи рч'є года и по осмотру, те кресла против прежних переписных книг сошлись; на правой стороне яблоко попорчено: половина ево шшибено. Цена по сказке Оружейной полаты костеново и резново дела мастеров Петрушки да Семки Шешининых две тысячи пять сот рублев, а в прежних переписных книгах те кресла написаны по другой переписи» |

 — зазначено в одному із описів цього трону.
Лицеві різьблені пластини трону мають численні ренесансні рельєфні зображення — двоголові орли, різні звірі, птахи, купідони. Первісні сюжетні композиції із давньогрецької міфології про подвиги Орфея) збережені не всі. Вони складали повний цикл-життєопис.
До нашого часу дійшли наступні сцени:
- 1) Орфей на горі Родоп своїм голосом та звуками ліри приваблює звірів, дерева та каміння
- 2) Орфей у вигляді царя Фракійського просить бога Гіменея бути на його одруженні
- 3) Орфей вражає диких звірів
- 4) Орфей з лірою перед царем і народом Македонії проповідує благочестя
- 5) Вигнання Орфея, його ранять списом
- 6) Орфей тримає в руках змія — символ зцілення

Інші первісні пластини були замінені при реставраціях. Нові пластині по техніці виконання та декору наближені до первісних, проте зовсім відрізняються за змістом сюжетної лінії. Тепер на троні можна побачити сцени із Старого Заповіту, батальні сцени (битви, облога якогось міста, парад кінноти, лицарський поєдинок тощо), сцени полювання. Є також зображення Леди, бога Сатурна (який пожирає своїх дітей), різних чудовиськ. Малі пластини між сюжетними композиціями мають різнотиповий рослинний орнамент, переплетений із фігурами антропоморфного та зооморфного характеру.
Спинка трону прикрашена двоголовим орлом у восьмикутнику. Є зображення двоголових орлів — символів Росії — і у круглих платинах на рукоятках-підлокотниках трону.
У 1856, до коронації імператора Олександра II, спинка трону була прикрашена срібними двоголовими орлами.

## Кістяні пластини на малюнкахФедора Солнцева

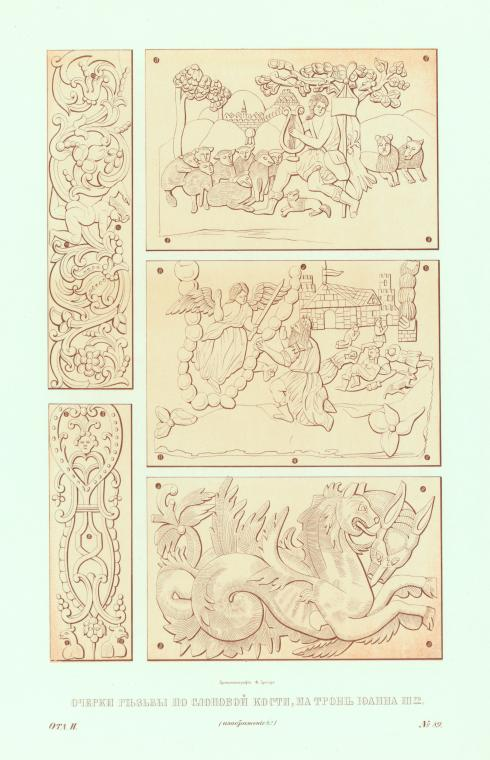
Орфей перед звірями, Орфей перед Гіменеєм та інше
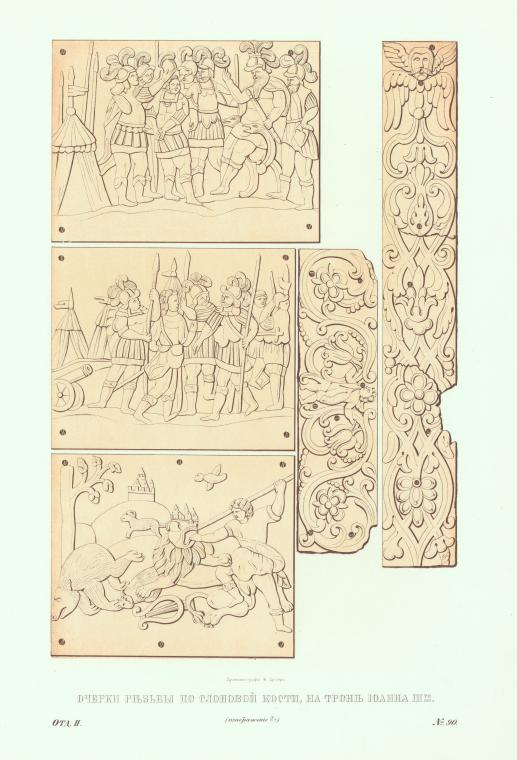
Батальні сцени; Орфей б’є звірів та інше
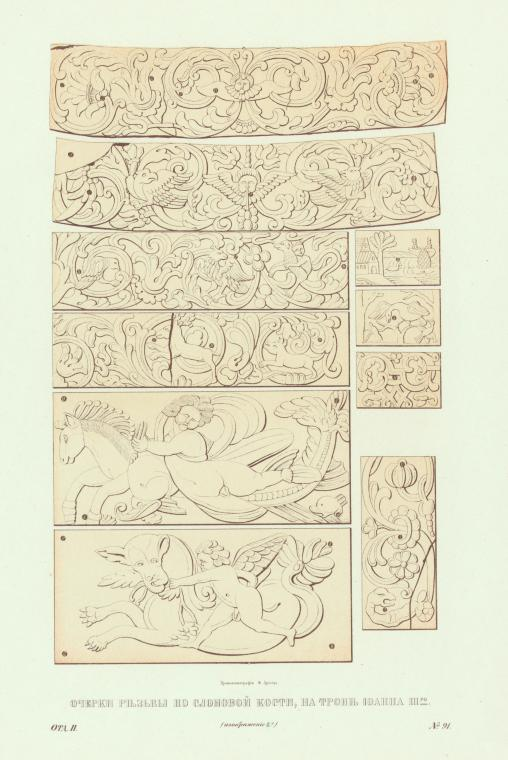
Орнаменти, чудовиська
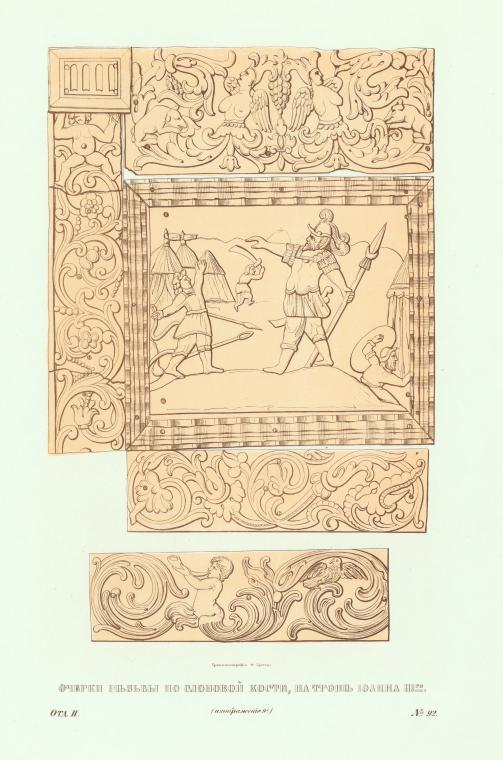
Орфей зі змією в руках
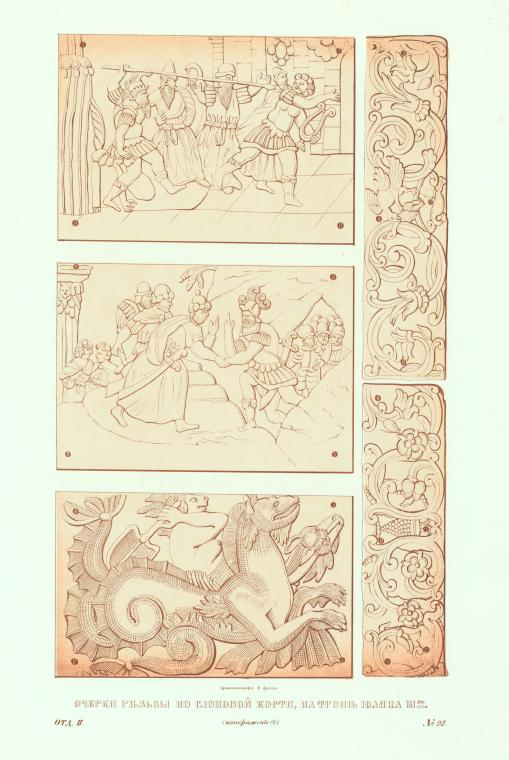
Орфея виганяють з Македонії та інше
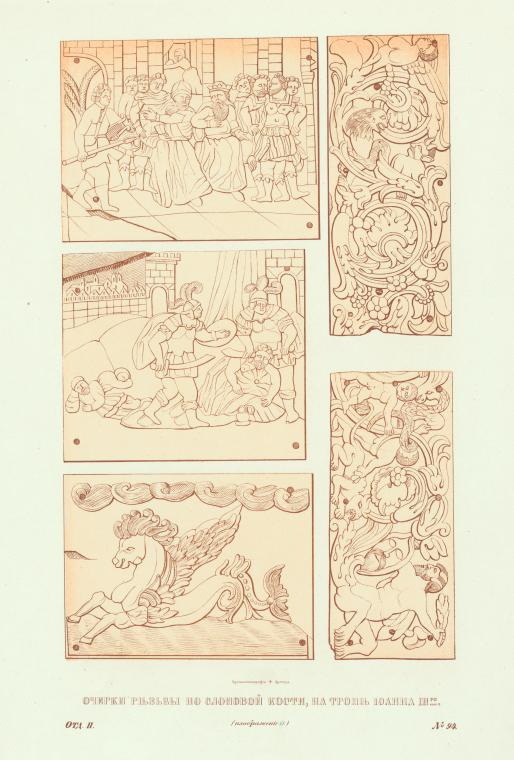
Орфей перед царем Македонії та інше
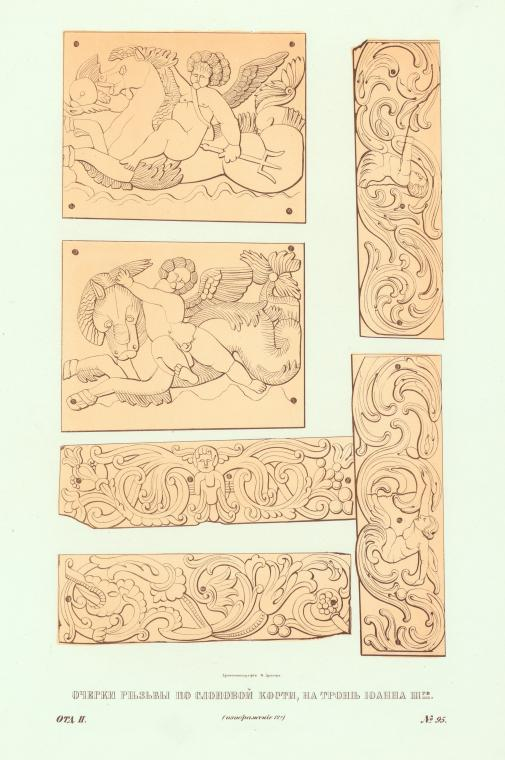
Орнаменти, чудовиська
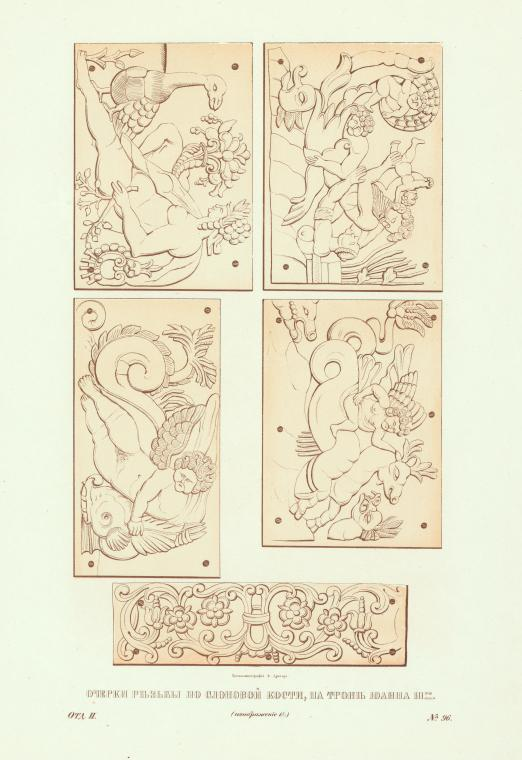
Леда і лебідь, Сатурн пожирає своїх дітей та інше
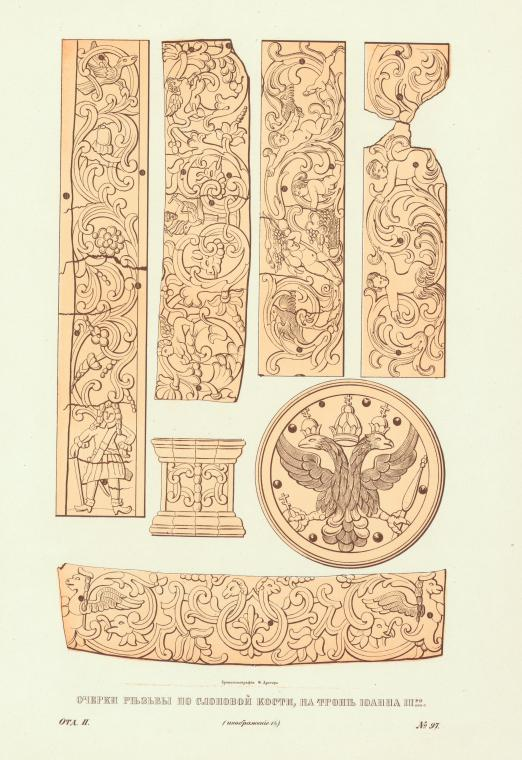
Орнаментації
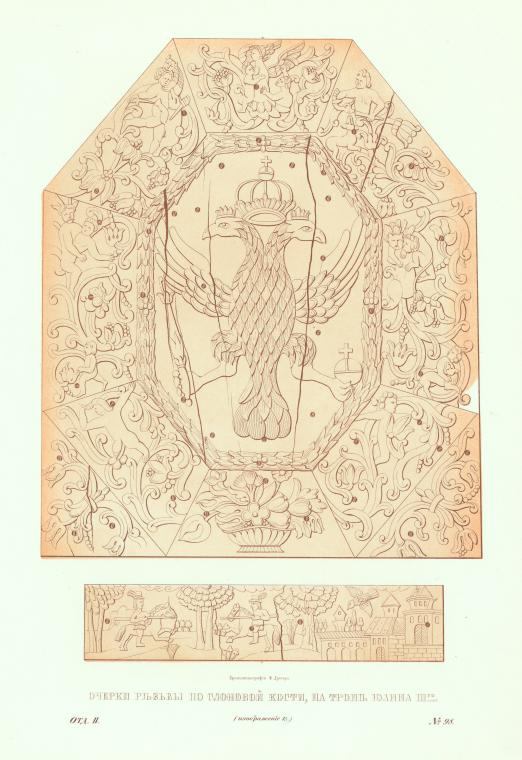
Двоголовий орел у шестикутнику та інше
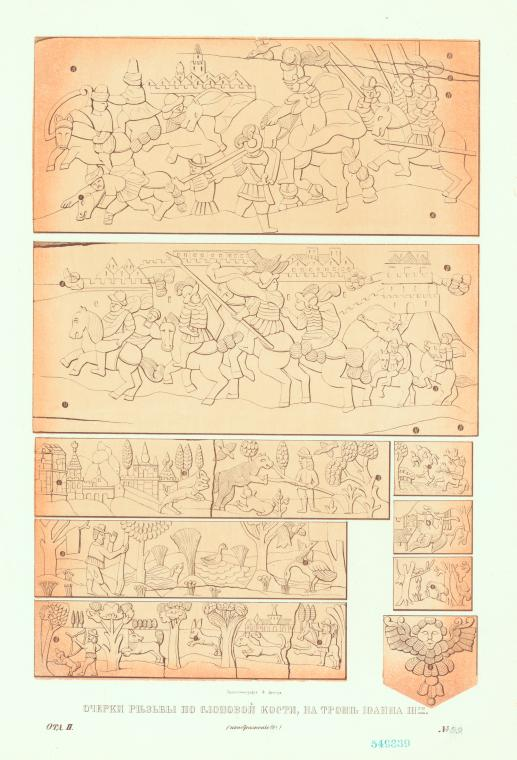
Сцени батальні та полювання
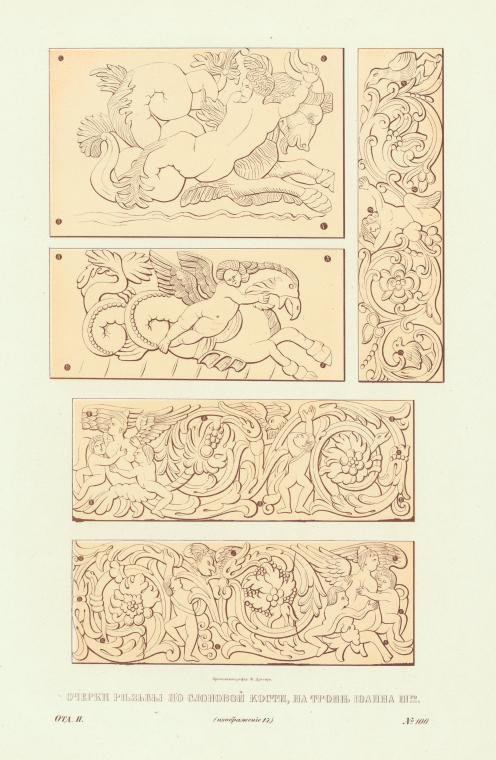
Орнаменти, чудовиська